# Virtualni politični vrh NATO 2022
Virtualni vrh NATO 2022 je bilo srečanje voditeljev držav in voditeljev vlad članic zveze NATO, ki je potekalo 25. februarja 2022 v virtualni obliki. Srečanje je potekalo na zahtevo latvijske in estonske vlade po začetku ruske invazije na Ukrajino leta 2022, ki se je začela dan prej. Zahteva je bila v skladu s 4. členom Severnoatlantske pogodbe, ki zahteva posvetovanja, kadar je »ogrožena ozemeljska celovitost, politična neodvisnost ali varnost katere koli pogodbenice.«
Na vrhu je generalni sekretar Jens Stoltenberg napovedal, da bo zavezništvo iz odzivnih sil NATO napotilo dodatne kopenske, pomorske in zračne enote v države članice v vzhodni Evropi. To je bilo prvič, da so bile odzivne sile napotene za kolektivno obrambo.